# Alexandru Zirra
Alexandru Zirra   (Roman, 14 de juliol de 1883 - Sibiu, 26 de març de 1946) va ser un compositor i pedagog romanès.

## Biografia
Va estudiar al Conservatori de Música de Iasi on va tenir com a professors a Sofia Teodoreanu, Gavriil Musicescu i Titus Cerne. Més tard es perfeccionà al Conservatori Giuseppe Verdi de Milà (1905-1907; 1909—1911), sota la direcció de Carlo Gatti (harmonia, contrapunt, composició).
Va ser professor i director al Conservatori de Iași entre 1907 - 1925 i 1935 - 1940. Entre 1935 i 1940 va anar a Txernivtsi on va fundar i dirigir l'Institut de Música i Teatre. El 1940 es va traslladar a Bucarest, sent nomenat director de l'Òpera Romanesa de Bucarest en el període 1940-1941.
El 1928 va publicar un Tractat d'Harmonia, necessari per al procés d'educació musical. Paral·lelament a la seva tasca al departament, va desenvolupar una rica activitat compositiva, apropant-se pràcticament a tots els gèneres (obres corals i instrumentals, òperes, poemes simfònics).
L'any 1944 se li va concedir el "G. Hamangiu" de l'Acadèmia Romanesa.

## Composició
Obres classicistes (fins a 1923)
- Suite clàssica, per a orquestra (1916),
- Suite d'estil antic;
- Suite per a cor i orquestra,
- dues obertures,
- dos quartets de corda,
- una sonata per a violí i piano,
- lieders,
- cors.

## Obres
- Alexandru Lăpușneanu (1930), segons el conte de Costache Negruzzi,
- Furtuna (1941), basada en la crònica de Grigore Ureche,
- Ion Potcoavă (1943), segons Neamul Șoimăreștilor de Mihail Sadoveanu,
- Călin, segons Mihai Eminescu,
- O făclie de Paști  (1940), basada en el conte d'I.L. Caragiale.

Poemes simfònics
- Cetatea Neamțului (1936),
- Hanul Ancuței;
- Capra cu trei iezi (1940), segons Ion Creangă,
- Tîndală și Păcală (1925),
- Pe șesul Moldovei (1931),
- Crăciunul (1938),
- Țiganii (1939)
- Uriel da Costa